# Schaatsen op de Olympische Winterspelen 2010 - 10.000 meter mannen
De 10.000 meter mannen schaatsen op de Olympische Winterspelen 2010 in Vancouver vond plaats op 23 februari 2010 in de Richmond Olympic Oval in Richmond, Canada. Enrico Fabris meldde zich kort voor het begin van de wedstrijd af en doordat de eerste reserve Patrick Beckert zijn telefoon niet opnam werd hij niet vervangen. Sven Kramer werd gediskwalificeerd doordat hij verkeerd wisselde op dringende aanwijzing van Gerard Kemkers, hij reed de wedstrijd uit (met een extra binnenbocht in plaats van een buitenbocht) in een tijd van 12.54,50.

## Records
| Titelverdediger  | Bob de Jong       | NED | 13.01,57 | Turijn         |
| Wereldrecord     | Sven Kramer       | NED | 12.41,69 | Salt Lake City |
| Olympisch record | Jochem Uytdehaage | NED | 12.58,92 | Salt Lake City |

## Statistieken

### Uitslag
| Rang   | Naam                   | Land | Tijd              |
| ------ | ---------------------- | ---- | ----------------- |
| Goud   | Lee Seung-Hoon         | KOR  | 12.58,55 OR       |
| Zilver | Ivan Skobrev           | RUS  | 13.02,07          |
| Brons  | Bob de Jong            | NED  | 13.06,73          |
| 4      | Alexis Contin          | FRA  | 13.12,11          |
| 5      | Håvard Bøkko           | NOR  | 13.14,92          |
| 6      | Sverre Haugli          | NOR  | 13.18,74          |
| 7      | Henrik Christiansen    | NOR  | 13.25,65          |
| 8      | Jonathan Kuck          | USA  | 13.31,78          |
| 9      | Arjen van der Kieft    | NED  | 13.33,37          |
| 10     | Marco Weber            | GER  | 13.35,73          |
| 11     | Hiroki Hirako          | JPN  | 13.37,56          |
| 12     | Ryan Bedford           | USA  | 13.40,20          |
| 13     | Aleksandr Roemjantsev  | RUS  | 13.45,77          |
| 14     | Sebastian Druszkiewicz | POL  | 13.49,31          |
|        | Sven Kramer            | NED  | Gediskwalificeerd |

### Loting
| Rit | Binnenbaan          | Buitenbaan             |
| --- | ------------------- | ---------------------- |
| 1   | Ryan Bedford        |                        |
| 2   | Jonathan Kuck       | Sverre Haugli          |
| 3   | Henrik Christiansen | Sebastian Druszkiewicz |
| 4   | Hiroki Hirako       | Aleksandr Roemjantsev  |
| 5   | Lee Seung-Hoon      | Arjen van der Kieft    |
| 6   | Alexis Contin       | Marco Weber            |
| 7   | Håvard Bøkko        | Bob de Jong            |
| 8   | Sven Kramer         | Ivan Skobrev           |

1924 · 
1928 · 
1932 · 
1936 · 
1948 · 
1952 · 
1956 · 
1960 · 
1964 · 
1968 · 
1972 · 
1976 · 
1980 · 
1984 · 
1988 · 
1992 · 
1994 · 
1998 · 
2002 · 
2006 · 
2010 · 
2014 ·
2018 ·
2022